# 왕유 (전한)
왕유(王游 또는 王斿, ? ~ 기원전 140년)는 전한 전기의 제후로, 개국공신 왕릉의 손자이다.

## 생애
문제 원년(기원전 179년), 아버지 왕기의 뒤를 이어 안국후(安國侯)에 봉해졌다.
건원 원년(기원전 140년)에 죽으니 시호를 종(終)이라 하였고, 작위는 아들 왕벽방이 이었다.

## 출전
- 사마천, 《사기》 권18 고조공신후자연표
- 반고, 《한서》 권16 고혜고후문공신표

| 전임 아버지 안국애후 왕기 | 전한의 안국후 기원전 179년 ~ 기원전 140년 | 후임 아들 안국안후 왕벽방 |